# ドラゴンボールZ Sparking! METEOR
『ドラゴンボールZ Sparking! METEOR』（ドラゴンボールゼット スパーキング メテオ、DRAGON BALL Z Sparking! METEOR）は、スパイクが開発し、2007年10月4日にバンダイナムコゲームスから発売された3D対戦アクションゲーム。

## 概要
『ドラゴンボールZ Sparking!』シリーズの3作目。前作からさらにキャラクターやアクションなどが追加された。総勢161人のキャラクターが登場し、132人が最初から使用可能。累計販売本数は2007年時点で全世界104万本を記録。
本作では原作を追体験して熱くなる、ということ以外にゲームならではの楽しみ方も欲しいということでIFストーリーが導入された。PlayStation 2とWiiにそれぞれ専用のゲームモードがある。Wii版はモーションセンサーのみで識別する。
タイトルの『METEOR』は『ドラゴンボールZ 超武闘伝』の連続技メテオスマッシュから、プロデューサーの三戸亮によると「勢いやスケールの大きさみたいのがしっくりくるので決めた」とのこと。続編は『ドラゴンボール Sparking! ZERO』である。

## ゲーム内容
ドラゴンヒストリー
今作のメインストーリーモード。原作の闘いを追体験できる。バトル展開によって戦闘中に原作のストーリーの会話が流れる。今作から新たに初代ドラゴンボールのストーリーも再現されて遊べるようになった。このモードでのイベントボタンというコマンドを入力することで、原作通りの展開で進むようになりクリアしやすくなっている。逆に原作と違った展開で進むとIFストーリーになることがある。また、原作では敗北となるストーリーはこのモードの仕様上、勝利しないと次のストーリーに進むことができないため、敗北してもクリアにはならない。ストーリーをクリアすると難易度に応じてゼニーを獲得可能なほか、ストーリーを進めることで新たなストーリー、キャラクター、アイテム、ステージが追加される。ステージの一部（建物や破壊可能な地形など）を壊した際、ドラゴンボールが手に入ることがある。全体の案内人は孫悟空。なお、一度クリアしたシナリオがあるとたまにその案内人が悟空の下に遊びに来るイベントが発生することがある。
- サイヤ人編 - ピッコロが案内人。ラディッツ襲来からベジータとの戦いまで全3個のシナリオを収録。
- フリーザ編 - ベジータが案内人。悟空対リクームから悟空対フリーザまで全4個のシナリオを収録。
- 人造人間編 - トランクスが案内人。人造人間19号との戦いから未来に帰還したトランクスの戦いまで全7個のシナリオを収録。
- 魔人ブウ編 - ミスター・サタンが案内人。悟空対ベジータの戦いから純粋な魔人ブウとの決戦までの全5個のシナリオを収録。
- スペシャル編 - クリリンが案内人。アニメオリジナルであるバーダックの戦いや、「この世で一番強いヤツ」から「龍拳爆発!! 悟空がやらねば誰がやる」までの劇場版での戦い含め全16個のシナリオを収録。
- ドラゴンボールGT編 - パンが案内人。ベビーとの戦いから超一星龍との戦いまで全5個のシナリオを収録。
- ドラゴンボール編 - 孫悟空（少年期）が案内人。少年時代の孫悟空が戦ってきた強敵との戦いとアラレがブルー将軍と遊ぶ全4個のシナリオを収録。
- IF編 - キビト神が案内人。「もしも」のストーリーで描かれる特別な戦いを体験できる。全4個のシナリオを収録。

アルティメットバトル
以下のアルティメットバトルメニューで遊べる。
- シムドラゴン - 「修行」「探検」「休息」「仙豆」の4つのコマンドをターンごとに入力し、キャラクターを育成する。10ターンごとにバトルとなり、勝つことでスコアが加算される。7回目の戦闘でセル（パーフェクト）と戦い、それに勝利するか、バトル終了後に「修行をやめる」を選択するとそこで終了となる。なお、「修行選択画面」で「STARTボタン」を押すと現在装備しているポタラを確認できる。
- ミッション100 - DP（デストロイドパワー）バトルのルールで100のチームとのバトル。勝利すればZポイントを獲得できる。
- サバイバル - ミッション100を一定数クリアすると出現。次々現れる相手（最大50人）と倒れるまでバトルを行う。

キャラクター図鑑
本作に登場するキャラクターの詳しい解説が読める。操作可能キャラクターが増えるごとに増えていく。各キャラクターごとにチチのコメントが用意されている。
ドラゴンワールドツアー
さまざまな対戦方式のあるモードで、全部で5つの対戦が遊べる。難易度は3段階あり、今回はどの難易度でもシード選手が登場する。選べる大会はローテーション方式で、ドラゴンワールドツアー内の時間帯（ステージの昼夜への影響はなし）により、常に1つの大会のみ遊べる。時間はメインメニューの各モードへ移動するたびに進む（メインメニューへ戻る時は変化しない）。難易度はランダムで決定され、次の対戦方式になるまで変化しない。大会および難易度によって優勝時にキャラクター、アイテム、マップ、BGMが追加される。これらの追加要素は大会および難易度によって（アイテムは大会のみ）固定で、ここでしか手に入らない。優勝または準優勝時にドラゴンボールが一定の確率（大会および難易度によって固定）で手に入る。試合毎に体力は完全回復するが、セルゲームのみ体力最大値（装備による増減も考慮）の20%が回復する。
- 天下一武道会 - 前作と同じ。シード選手は亀仙人またはビーデル。
- 天下一大武道会 - 前作と同じ。シード選手はミスター・サタン。
- セルゲーム - 前作と同じ。シード選手はセル（完全体）またはセル（パーフェクト）。
- あの世一武道会 - 新たに追加された対戦。シード選手は孫悟空（後期）（超サイヤ人3）またはパイクーハン。
- ヤムチャゲーム - 新たに追加された対戦。前作はヤムチャが小遣い稼ぎのために始めたというフリーイベント用バトルでヤムチャよりHPが多ければ勝ちという設定だが今作は上記4大会とは異なり、自分で好きなキャラクターを選べず、ランダムに選ばれたキャラクター（カラーや装備アイテムもランダム）で勝ち抜かなければならない。シード選手はヤムチャ。

対戦
1対1の「シングルバトル」、最大5対5で闘う「チームバトル」「DP（デストロイドパワー）バトル」の中から試合形式を選ぶことができる。DPバトルでは基本的に強力なキャラクターほどDPが高くなるため、編成時はバランスを考える必要がある。
- 1P VS COM
- 1P VS 2P
- COM VS COM
- パスワード対戦

バトルリプレイ
バトルの映像を録画し、見ることができる。
視点は1P側あるいは2P側のどちらか一方（再生途中でも切り替えが可能）。
また、一定時間しか録画されないため、5vs5のチーム戦などの長期戦は録画しても途中で録画が中断してしまう。
エボリューションZ
- キャラクターカスタマイズ　アイテムを装備したり、貯めたポイントを振り分けてアビリティリミットを解放（アイテム装備数の上限値を上げる）する。アビリティリミットは最高7だがキャラクターにより初期値および必要ポイント数は異なる。今回はエボリューションZ内でしか装備を変更できないが、1人につき3パターンの装備ができる。
- アイテムショップ　貯めたポイントを使用してアイテムを購入する。今回はアイテムに個数は設定されておらず、1度入手するだけで複数キャラクターで使用可能。今回のアイテムは、効果の高さに応じてそれぞれにアイテムコストが設定(1 - 7)されており、アイテムコストの合計値はアビリティリミットの上限値以下である必要性がある。

データセンター
前作と同じ。
超修行
前作と同じだが、Wii版ではWiiリモコン+ヌンチャク、クラシックコントローラ、ゲームキューブコントローラの3つのコントローラによって異なる操作方法についての説明があり、コントローラによって異なる操作方法を確認できる。
神龍
今回はドラゴンボールを7つ手に入れるとメインメニューから移動可能。神龍・ポルンガ・赤神龍の中からランダムで決定され、それぞれ入手できるものは異なるが、ポイント以外は1個につき1回のみ選択可。
- 神龍 - 願い事は1つ。ポイント、キャラクター、マップが手に入る。
- ポルンガ - 願い事は3つ。ポイント、アイテムが手に入る。
- 赤神龍 - 願い事は1つ。ポイント、キャラクター、マップが手に入る。ある条件を満たすと出現する。

PS2版のみのオリジナルモード「ディスクフュージョンシステム」
『ドラゴンボールZ Sparking!』『ドラゴンボールZ Sparking! NEO』のROMを使用して専用モードでROMを入れ替えて使用することにより、それぞれに搭載されていた「アルティメットバトル」、「アルティメットバトルZ」モードを今作で遊べる。
Wii版のみのオリジナルモード「ドラゴンネットバトル」
全国のプレイヤーとニンテンドーWi-Fiコネクションを使ってオンライン対戦が可能。項目は全部で6つある。
- カスタム対戦 - カスタマイズしたキャラクターを使って、他のプレイヤーと対戦できる。ランキングの反映は無し。
- ノーマル対戦 - カスタマイズなしの初期状態のキャラクターを使って、他のプレイヤーと対戦できる。ランキングの反映は無し。
- ともだち対戦 - フレンドコードを登録しているプレイヤー同士と対戦できる。カスタマイズの有無の選択ができる。ランキングの反映は無し。
- ランキング対戦 - 他のプレイヤーと対戦して、増減されるレート代わりとなる戦闘力でランキングを競う対戦。カスタマイズなしの初期状態で対戦する。
- 戦闘力ランキング  - ランキング対戦で稼いだ戦闘力に応じて、自分のランクと上位ランクを見ることができる。
- 戦歴 - 今までの対戦で戦ったプレイヤーの戦績を見ることができる。

新システム・新アクション
ステージの昼夜選択
トランスフォームDに影響し、夜だと月が現れて、月を見て変身するキャラクターが有利になる。
Zカウンター
攻撃を喰らう瞬間相手の背後に高速移動し反撃、さらに相手の気力を減少させる。なお相手のZカウンターをZカウンターで返すこともできる。また、行動不能の状態でもタイミングが合えば発動できる。
ソニックスウェイ
相手の攻撃を紙一重で避ける。さらに相手の気力を減少させる。
Zバーストダッシュ
ドラゴンダッシュ中に追加入力することで相手の背後に高速移動。ドラゴンダッシュよりも気力の消費が大きい。
ブラストコンボ
コンボ中にブラスト2を発動可能。スパーキング!モード中のみ可能だが、発動後にスパーキング!モードが解除されることはない。
オプション
キーコンフィグで設定できるボタン数が減少。L1、L2、R1、R2ボタンは設定変更ができなくなった。

### IFストーリー
今作はドラゴンヒストリーをクリアしていくごとに解禁される。IFストーリーはヒストリーに追加されるIF編をプレイするかドラゴンヒストリーのストーリー中に条件を満たすことで見ることができる。
IF編でプレイできるIFストーリー
ドリームマッチ編
孫悟空（少年期）を主人公としたIFストーリー。旅の途中、再びペンギン村を訪れた孫悟空の前にプロレスごっこと称してアラレが襲い掛かる、悟空とアラレの戦いがメインのストーリー。舞台はペンギン村。
心優しき人造人間編
孫悟空（少年期）と人造人間8号（ハッチャン）を主人公としたIFストーリー。悟空を抹殺するために未来からやって来た人造人間16号を二人で力を合わせて倒す。
ギャラクシーバトル編
ベジータ、ベジータ王、バーダック、セリパの4人を主人公としたIFストーリー。ベジータ率いるサイヤ人軍団対フリーザ軍の戦いがメインのストーリー（なお、この頃まだバーダックが生きているため惑星ベジータが破壊される前の話である）。
意外な救世主編
アックマンを主人公としたIFストーリー。正義に目覚めたアックマンが偶然、地球にやってきたフリーザ軍と遭遇。悪人相手に威力を発揮する「アクマイト光線」でフリーザ軍と戦い、地球の平和を守る。
ドラゴンヒストリーのストーリー内で条件を満たすことでプレイできるIFストーリー
イベント発生前に敵を倒したり、原作とは違うキャラクターでとどめをさした時も勝利後のセリフが変わりIF的なものにはなるが、ここでは原作と大きく変わるものだけ表記する。
フリーザ編　「スーパーサイヤ人!?」にて発生するIFストーリー
このステージの最初に戦うことになるリクームを倒さず100秒が経過した時に発生する。100秒が経過するとネイルと交代することができるようになり、リクーム、そしてジースとネイルを使って戦うことになり原作やアニメにはなかった悟空とネイルの掛け合いを見ることができる。
フリーザ編「フリーザ超変身!!」にて発生するIFストーリー
フリーザ第3形態の状態でピッコロを倒した後、強制交代して登場する孫悟飯を40秒以内で倒すことでベジータが出現し原作やアニメにはなかったフリーザ第3形態とベジータとの戦いを体験することができる。
魔人ブウ編「宿命の対決孫悟空対ベジータ」にて発生するIFストーリー
バトルがスタートしてから70秒が経過すると発生するベジータとの会話イベントを見ずにそのままベジータを倒すとダーブラが出現し、原作にはない悟空とダーブラの掛け合い、バトルを体験することができる。
魔人ブウ編「さらば誇り高き戦士」にて発生するIFストーリー
バトルがスタートしてから2つ目のイベントを発生させずに魔人ブウを倒すと、バビディが出現して魔人ベジータとバビディの戦いを体験できる。
ドラゴンボールGT編「不死身の怪物!?」にて発生するIFストーリー
バトル中孫悟空がスーパーサイヤ人4に変身してから120秒間スーパーベビー2を倒さずにいると、パンに交代でき、パンでスーパーベビー2と戦うこととなり、アニメとは全く異なった結末を見ることができる。
ドラゴンボール(無印)編「孫悟空の逆襲」にて発生するIFストーリー
バトル中に発生するピッコロ大魔王との会話イベントを見た後70秒が経過すると発生するイベントを見ずにそのままピッコロ大魔王を倒すとタンバリンが敵として現れ、その後すぐ自身がチチ（少女期）に強制交代してチチとタンバリンの戦いを体験することができる。

## 登場キャラクター
161人のキャラクターが登場（キャラクター毎の変身形態や『NEO』のWii版のみに登場したキャラクターも含む）。
太字はキャラクター名、カッコ内にフォーム。原則、キャラクター名はセレクト画面に従う。

### 前作からの登場キャラクター
- 孫悟空（後期）（声優：野沢雅子）※『METEOR』の孫悟空については（前期）（中期）（後期）に区分
- 孫悟空（後期）（超サイヤ人）（声優：野沢雅子）
- 孫悟空（後期）（超サイヤ人2）（声優：野沢雅子）
- 孫悟空（後期）（超サイヤ人3）（声優：野沢雅子）
- 孫悟空（GT）（超サイヤ人4）（声優：野沢雅子）※『METEOR』では孫悟空(GT)の変身形態の1つに統合された
- ベジータ（前期）（声優：堀川りょう）
- ベジータ（前期）（超サイヤ人）（声優：堀川りょう）
- 超ベジータ（声優：堀川りょう）
- ベジータ（後期）（声優：堀川りょう）
- ベジータ（後期）（超サイヤ人）（声優：堀川りょう）
- ベジータ（後期）（超サイヤ人2）（声優：堀川りょう）
- ベジータ（後期）（魔人）（声優：堀川りょう）
- ベジータ（後期）（超サイヤ人4）（声優：堀川りょう）※『GT』のベジータ
- ピッコロ（後期）（声優：古川登志夫）※『METEOR』では（前期）（後期）に区分。人造人間編〜魔人ブウ編
- クリリン（声優：田中真弓）
- ヤムチャ（声優：古谷徹）
- 天津飯（声優：鈴置洋孝）※鈴置が前年に他界したため、『NEO』以前の台詞を流用している。
- 餃子（声優：江森浩子）
- 孫悟飯（幼年期）（声優：野沢雅子）
- 孫悟飯（少年期）（声優：野沢雅子）
- 孫悟飯（少年期）（超サイヤ人）（声優：野沢雅子）
- 孫悟飯（少年期）（超サイヤ人2）（声優：野沢雅子）
- 孫悟飯（青年期）（声優：野沢雅子）
- 孫悟飯（青年期）（超サイヤ人）（声優：野沢雅子）
- 孫悟飯（青年期）（超サイヤ人2）（声優：野沢雅子）
- アルティメット悟飯（声優：野沢雅子）
- グレートサイヤマン（声優：野沢雅子）
- トランクス（剣）（声優：草尾毅）※未来のトランクス
- トランクス（剣）（超サイヤ人）（声優：草尾毅）
- トランクス（格闘）（声優：草尾毅）
- トランクス（格闘）（超サイヤ人）（声優：草尾毅）
- 超トランクス（声優：草尾毅）
- トランクス（幼年期）（声優：草尾毅）※現代のトランクス
- トランクス（幼年期）（超サイヤ人）（声優：草尾毅）
- 孫悟天（声優：野沢雅子）
- 孫悟天（超サイヤ人）（声優：野沢雅子）
- ゴテンクス（声優：野沢雅子&草尾毅）※悟天とトランクスがフュージョンした姿
- ゴテンクス（超サイヤ人）（声優：野沢雅子&草尾毅）
- ゴテンクス（超サイヤ人3）（声優：野沢雅子&草尾毅）
- ベジット（声優：野沢雅子&堀川りょう）※孫悟空とベジータがポタラで合体した姿
- スーパーベジット（声優：野沢雅子&堀川りょう）
- スーパーゴジータ（声優：野沢雅子&堀川りょう）※孫悟空とベジータがフュージョンした姿
- ゴジータ（超サイヤ人4）（声優：野沢雅子&堀川りょう）
- ラディッツ（声優：千葉繁）
- ナッパ（声優：飯塚昭三）
- ベジータ（スカウター）（声優：堀川りょう）
- 栽培マン（声優：沼田祐介）
- ザーボン（声優：速水奨）
- ザーボン（変身後）（声優：速水奨）
- ドドリア（声優：堀之紀）
- ギニュー（声優：堀秀行）
- リクーム（声優：内海賢二）
- バータ（声優：岸野幸正）
- ジース（声優：田中和実）
- グルド（声優：塩屋浩三）
- フリーザ（第一形態）（声優：中尾隆聖）
- フリーザ（第二形態）（声優：中尾隆聖）
- フリーザ（第三形態）（声優：中尾隆聖）
- フリーザ（最終形態）（声優：中尾隆聖）
- フリーザ（フルパワー）（声優：中尾隆聖）
- メカフリーザ（声優：中尾隆聖）
- 人造人間16号（声優：緑川光）
- 人造人間17号（声優：中原茂）
- 人造人間18号（声優：伊藤美紀）
- 人造人間19号（声優：堀之紀）
- ドクター・ゲロ（声優：矢田耕司）
- セル（第一形態）（声優：若本規夫）
- セル（第二形態）（声優：若本規夫）
- セル（完全体）（声優：若本規夫）
- セル（パーフェクト）（声優：若本規夫）
- セルジュニア（声優：鈴置洋孝）
- 魔王ダーブラ（声優：大友龍三郎）
- 魔人ブウ（善）（声優：塩屋浩三）
- 魔人ブウ（純粋悪）（声優：塩屋浩三）
- 魔人ブウ（悪）（声優：塩屋浩三）
- 魔人ブウ（悪）（ゴテンクス吸収）（声優：塩屋浩三）
- 魔人ブウ（悪）（悟飯吸収）（声優：塩屋浩三）
- 魔人ブウ（純粋）（声優：塩屋浩三）
- ミスター・サタン（声優：郷里大輔）
- ビーデル（声優：皆口裕子）
- バーダック（声優：野沢雅子）
- クウラ（最終形態）（声優：中尾隆聖）
- ブロリー（伝説の超サイヤ人）（声優：島田敏）
- ボージャック（フルパワー）（声優：玄田哲章）
- スーパージャネンバ（声優：玄田哲章）
- スーパーベビー2（声優：沼田祐介）
- スーパー17号（声優：中原茂）※人造人間17号とは別キャラクター扱い
- 大猿ベジータ（声優：堀川りょう）
- 大猿 / 大猿（下級戦士）（声優：川津泰彦）
- 孫悟空（少年期）（声優：野沢雅子）
- 亀仙人（声優：増岡弘）
- 桃白白（声優：大塚周夫）
- グレートサイヤマン2号（声優：皆口裕子）
- 界王神（声優：三ツ矢雄二）※天下一武道会では「シン」と呼ばれる
- キビト神（声優：三ツ矢雄二）※界王神とキビトがポタラで合体した姿
- 大猿バーダック（声優：川津泰彦）
- 大猿ラディッツ（声優：川津泰彦）※ゲームオリジナルキャラクター
- 大猿ナッパ（声優：飯塚昭三）※ゲームオリジナルキャラクター
- キュイ（声優：今村直樹）
- ガーリックJr.（声優：千葉繁）※アニメベース
- スーパーガーリックJr.（声優：千葉繁）
- ターレス（声優：野沢雅子）
- 大猿ターレス（声優：川津泰彦）※ゲームオリジナルキャラクター
- スラッグ（声優：屋良有作）
- スラッグ（巨大化）（声優：屋良有作）
- サウザー（声優：速水奨）
- クウラ（声優：中尾隆聖）
- メタルクウラ（声優：中尾隆聖）※クウラとは別キャラクター扱い
- 人造人間13号（声優：遠藤守哉）
- 人造人間13号（合体）（声優：遠藤守哉）
- ブロリー（声優：島田敏）
- ブロリー（超サイヤ人）（声優：島田敏）
- ザンギャ（声優：丸尾知子）※天下一武道会では「銀河戦士」と呼ばれる
- ボージャック（声優：玄田哲章）※天下一武道会では「銀河戦士」と呼ばれる
- ジャネンバ（声優：玄田哲章）
- ヒルデガーン（声優：青森伸）
- タピオン（声優：結城比呂）
- パイクーハン（声優：緑川光）
- ヤジロベー（声優：田中真弓）
- パン（声優：皆口裕子）
- ウーブ（声優：私市淳）
- スーパーウーブ（声優：私市淳）
- ベジータベビー（声優：沼田祐介）
- スーパーベビー1（声優：沼田祐介）
- 大猿ベビー（声優：沼田祐介）
- 一星龍（声優：柴田秀勝）
- 超一星龍（声優：柴田秀勝）
- 亀仙人（MAXパワー）（声優：増岡弘）
- 孫悟飯じいちゃん（声優：阪脩）
- アプール（声優：真地勇志）
- フリーザ軍兵士（声優：里内信夫〈NEO〉→今村直樹〈METEOR〉）※1Pは角とヒゲの兵士、2Pは容姿が異なる別の兵士になる
- ピラフマシン（声優：千葉繁〈ピラフ〉）※UBの技で部下のシュウ&マイのマシンが登場
- ピラフマシン（合体）（声優：千葉繁〈ピラフ〉 / 玄田哲章〈シュウ〉 / 山田栄子〈マイ〉）※トランスフォームDで部下のマシンと合体
- サイボーグ桃白白（声優：大塚周夫）※桃白白とは別キャラクター扱い
- ピッコロ大魔王（声優：青野武）

### 新キャラクター
- 孫悟空（前期）（声優：野沢雅子）※サイヤ人編の悟空（超サイヤ人にはなれない）
- 孫悟空（中期）（声優：野沢雅子）※フリーザ編〜人造人間編初期の悟空
- 孫悟空（中期）（超サイヤ人）（声優：野沢雅子）
- 孫悟空（GT）（声優：野沢雅子）※ピラフ一味にドラゴンボールで小さくされた姿
- 孫悟空（GT）（超サイヤ人）（声優：野沢雅子）
- 孫悟空（GT）（超サイヤ人3）（声優：野沢雅子）
- ピッコロ（前期）（声優：古川登志夫）※第23回天下一武道会編〜フリーザ編
- ネイル（声優：森功至）
- ナム（声優：竹本英史）
- ハッチャン（声優：飯塚昭三）
- ベジータ王（声優：銀河万丈）
- 大猿ベジータ王（声優：銀河万丈）※ゲームオリジナルキャラクター
- セリパ（声優：三田ゆう子）
- 大猿セリパ（声優：三田ゆう子）
- コルド大王（声優：郷里大輔）※UBの技でメカフリーザが登場
- 魔導師バビディ（声優：八奈見乗児）
- Dr.ウィロー（声優：中田浩二）
- 四星龍（声優：山口健）
- ブルー将軍（声優：古川登志夫）
- アックマン（声優：池水通洋）
- タンバリン（声優：中尾隆聖）
- 則巻アラレ（声優：小山茉美）※『Dr.スランプ』からのゲストキャラクター
- チチ（少女期）（声優：渡辺菜生子）※UBの技で孫悟空（少年期）が登場
- スポポビッチ（声優：江川央生）
- 孫悟飯（未来）（声優：野沢雅子）※孫悟飯（青年）とは別キャラクター扱い
- 孫悟飯（未来）（超サイヤ人）（声優：野沢雅子）

### その他のキャラクター
召喚キャラクター
ブラスト技の演出としてのみ登場するキャラクター。
- ギル（パンのB2の技で登場）（声優：なし）
- ドラム（ピッコロ大魔王のB2の技で登場）（声優：なし）
- プイプイ（バビディのB2の技で登場）（声優：里内信夫）
- ヤコン（バビディのB2の技で登場）（声優：幸野善之[要出典]）
- ヤムー（スポポビッチのUBの技で登場）（声優：なし）
- ガッちゃんズ（アラレのUBの技で登場）（声優：不明）

その他
主にゲームの解説やレフェリーなどの役割で登場するキャラクター。
- 牛魔王（声優：郷里大輔）
- 天下一武道会アナウンサー（声優：鈴置洋孝 / 大友龍三郎）
- ブルマ（声優：鶴ひろみ）
- ブラ（声優：鶴ひろみ）
- プーアル（声優:渡辺菜生子）
- 界王様（声優：八奈見乗児）
- ナレーター（声優：八奈見乗児）
- 老界王神（声優：田の中勇）
- 神龍（声優：内海賢二）
- 究極神龍（声優：内海賢二）
- ポルンガ（声優：滝口順平）
- 実況アナウンサー（声優：岸野幸正）
- 天下一大武道会アナウンサー（声優：江川央生）
- フリーザ軍兵士2（声優：江川央生）
- デンデ（声優：結城比呂）
- スノ（声優：田中真弓）※声のみの出演
- ランチ（声優：小山茉美）
- 則巻千兵衛（声優：内海賢二）※声のみ出演
- ウパ（声優：堀江美都子）※声のみ出演
- キノコアナウンサー（声優：中尾良平）

## ステージ
- 荒野（昼、夕方、夜のステージ選択可）
- 岩場（昼、夕方、夜のステージ選択可）
- 地球崩壊
- ナメック星
- ナメック星崩壊
- 天下一武道会会場（昼、夕方のステージ選択可）
- 廃墟の都（昼、夕方、夜のステージ選択可）
- 山道（昼、夕方のステージ選択可）
- 島
- セルゲーム会場（昼、夕方のステージ選択可）
- 神様の神殿
- 精神と時の部屋
- 界王神界
- カメハウス
- 惑星（夕方、夜のステージ選択可）
- 氷河地帯
- 宇宙空間

以下は新ステージ
- 地獄
- 砂漠（昼、夕方、夜のステージ選択可）
- マッスルタワー
- キングキャッスル
- パオズ山
- ペンギン村

## BGM
- ドラゴンボールZ（映画）
- 恐怖のギニュー特戦隊
- 人造人間、街へ… ※『NEO』の「人造人間、街へ…02」
- 死を呼ぶセルゲーム
- 悪魔のブロリー
- 正義を愛する者！
- 魔訶不思議アドベンチャー[注 1]
- プロローグ&サブタイトルI
- DAN DAN 心魅かれてく（プロローグVer.）
- ソリッドステート・スカウター
- 最強のフュージョン
- めざせ天下一
- 極限バトル!!三大超サイヤ人
- ニューヒーロー登場
- カリン塔のカリン様
- CHA-LA HEAD-CHA-LA（Variations）
- 孫悟飯とピッコロ大魔王
- ロマンティックあげるよ
- とびっきりの最強対最強 ※実際は『ドラゴンボールZ 激突!!100億パワーの戦士たち』のBGM
- 天下分け目の超決戦!!
- Super Survivor“Instrumental OP Ver.”
- Super Survivor“Vocal OP Ver.”
- Super Survivor“Instrumental Full Ver.”
- Super Survivor“Vocal Full Ver.”

## 説明書未記載事項
各種マーク
拳マーク - ブラスト以外（必殺技以外）の攻撃力がUPしている状態
雷マーク - ブラスト（必殺技）の威力がUPしている状態
スーツマーク - 防御力がUPしている状態
オーラマーク - 気力を蓄積する時間が早くなっている状態
各マークが薄暗くなっている場合は効果が反転していることを意味する
ポタラ確認法（シムドラゴン）
シムドラゴンで装備中のポタラ確認法は、「START」を押しメニューを開き「ポタラの確認」を選択。

## 主題歌
- 「Super Survivor」（オリジナル）（作詞：森由里子、作曲：山本健司、歌：影山ヒロノブ）

## 予約特典
- 神龍キーチェーン

## 関連書籍
- Vジャンプブックス バンダイナムコゲームス公式攻略本 ドラゴンボールZ Sparking! METEOR 流星武闘書（メテオバイブル） プレイステーション2・Wii版 - 集英社、2007年10月9日、ISBN 978-4-08-779436-6